# Aaron Paul
Aaron Paul Sturtevant (Emmett, Idaho, 1979. augusztus 27. –) háromszoros Primetime Emmy-díjas amerikai színész. Legismertebb alakítása Jesse Pinkman volt a Breaking Bad – Totál szívás című drámasorozatban.

## Fiatalkora
Aaron Paul Sturtevant 1979. augusztus 27-én született Emmettben (Idaho), ő a legfiatalabb Darla és Robert Sturtevant négy gyermeke közül. Egy hónappal korábban született a szülei fürdőszobájában. 1997-ben Boiseban elvégezte a Centennial Középiskolát, mielőtt 1982-ben Los Angelesbe költözött édesanyjával, egy 6000 dolláros megtakarítással megvett Toyota Corolla-val. Mielőtt hírnevet szerzett, megjelent a The Price Is Right című epizódban, amelyet 2000. január 3-án mutattak be. A Universal Studios-nál (Hollywoodban) filmszínház-jegyszedőként is dolgozott.

## Pályafutása
Pályafutását videóklipekben, illetve televíziós sorozatok vendégszereplőjeként kezdte, majd kisebb szerepeket kapott olyan filmekben, mint a Mission: Impossible III (2006) és Az utolsó ház balra (2009). Miután ismert színésszé vált, 2014-ben a Need for Speed, a Hosszú út lefelé és az Exodus: Istenek és királyok című filmekben volt látható.
2007-ben a Hármastársak című HBO-sorozatban kapott visszatérő szerepet. 2014 és 2020 között a Netflix BoJack Horseman című animációs sorozatában Todd Chavez hangját kölcsönte, a sorozat elkészítésében vezető producerként is közreműködött.

## Magánélete

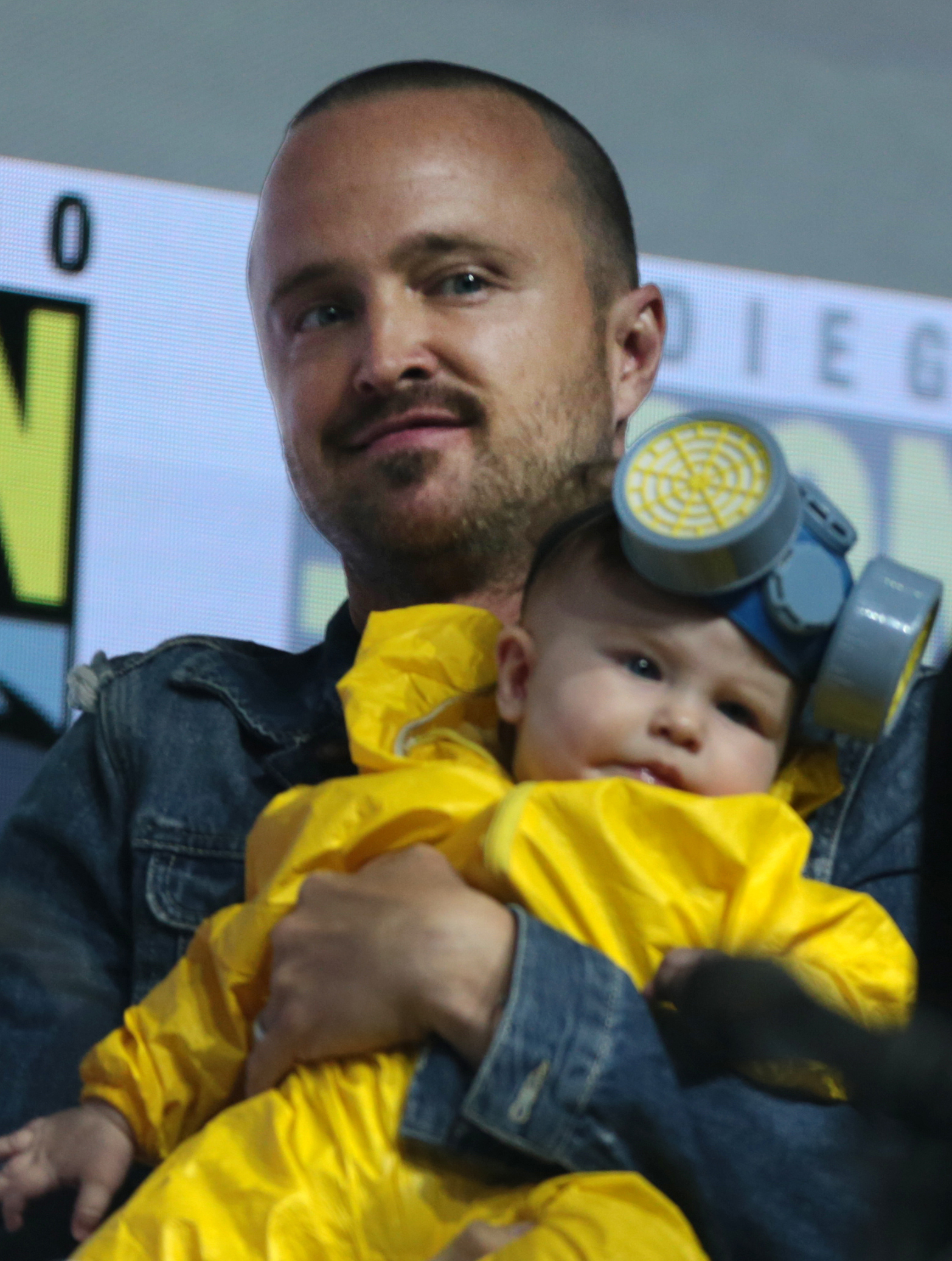
Paul a kislányával, Story Annabelle Paullal 2018-ban

Paul 2012. január 1-jén jegyezte el Lauren Parsekian színésznőt és rendezőt Párizsban. A pár a Coachella Fesztiválon ismerkedett meg. 2013. május 26-án házasodtak össze egy 1920-as évekbeli párizsi karnevállal egybekötött esküvőn a kaliforniai Malibuban, ahol Foster the People és John Mayer is fellépett. Paul mindenkinek elküldte e-mailben a The Shivers „Beauty” című dalt a vendéglistán, és megkérte őket, tanulják meg a szöveget, hogy együtt énekelhessenek a ceremónia alatt. A házaspár lánya, Story Annabelle 2018 februárjában született. The couple's daughter, Story Annabelle, was born in February 2018. A család jelenleg Los Angeles szomszédságában található Los Feliz-ben él, miután eladták előző, nyugat-hollywoodi otthonukat, és fenntartanak egy második, faház jellegű otthont McCall közelében, „egy kisvárosban, két és fél órányira az idahói Boise-tól”.
A Breaking Bad utolsó epizódjának emlékére Paul és színésztársa, Bryan Cranston is Breaking Bad-tetoválást csináltatott a forgatás utolsó napján, 2013 áprilisában; Paul a bicepszére tetováltatta a „nincs félmegoldás” mondatot, míg Cranston a sorozat logóját tetováltatta az egyik ujjára. 2019-ben Paul és Cranston kiadta saját mezcal termékcsaládját Dos Hombres néven.
2013-ban Paul segített megszervezni egy versenyt, amelynek célja 1,8 millió dollár összegyűjtése volt a felesége által létrehozott, zaklatás elleni nonprofit szervezet, a Kind Campaign számára. A verseny győztesei egy utat nyertek a Hollywood Forever Cemetery-be a Breaking Bad utolsó epizódjának vetítésére.

## Filmográfia

### Film
| Év   | Magyar cím                       | Eredeti cím                     | Szerep             | Magyar hang       | Rendező                 |
| ---- | -------------------------------- | ------------------------------- | ------------------ | ----------------- | ----------------------- |
| 2000 | Kerül, amibe kerül               | Whatever It Takes               | Floyd              | Hamvas Dániel     | David Raynr             |
| 2000 | Segítség, hal lettem!            | Help! I'm a Fish                | Chuck (hangja)     |                   | Stefan Fjeldmark        |
| 2000 | Segítség, hal lettem!            | Help! I'm a Fish                | Chuck (hangja)     | Michael Hegner    |                         |
| 2000 | Segítség, hal lettem!            | Help! I'm a Fish                | Chuck (hangja)     | Greg Manwaring    |                         |
| 2001 | K-PAX – A belső bolygó           | K-Pax                           | Michael Powell     | Előd Álmos        | Iain Softley            |
| 2002 | Buliszerviz                      | National Lampoon's Van Wilder   | részeg srác        | Simonyi Balázs    | Walt Becker             |
| 2004 | Az ellenkező nem                 | Perfect Opposites               | Monty Brandt       |                   | Matt Cooper             |
| 2005 | Vén csajok klubja                | Bad Girls from Valley High      | Jonathan Warton    | Seszták Szabolcs  | John T. Kretchmer       |
| 2006 |                                  | Choking Man                     | Jerry              |                   | Steve Barron            |
| 2006 | Mission: Impossible III          | Mission: Impossible III         | Rick Meade         | Zámbori Soma      | J. J. Abrams            |
| 2007 |                                  | Daydreamer                      | Clinton Roark      |                   | Brahman Turner          |
| 2007 |                                  | Leo                             | Hustler            |                   | Joseph D. Reitman       |
| 2008 |                                  | Say Goodnight                   | Victor             |                   | David VonAllmen         |
| 2009 | Az utolsó ház balra              | The Last House on the Left      | Francis            | Karácsonyi Zoltán | Dennis Iliadis          |
| 2010 |                                  | Wreckage                        | Rick               |                   | John Asher              |
| 2012 | Szárazon                         | Smashed                         | Charlie Hannah     | Varju Kálmán      | James Ponsoldt          |
| 2013 |                                  | Decoding Annie Parker           | Paul               |                   | Steven Bernstein        |
| 2014 | Need for Speed                   | Need For Speed                  | Tobey Marshall     | Szabó Máté        | Scott Waugh             |
| 2014 | Hosszú út lefelé                 | A Long Way Down                 | J.J.               | Szabó Máté        | Pascal Chaumeil         |
| 2014 | Ördögfióka                       | Hellion                         | Hollis Wilson      | Anger Zsolt       | Kat Candler             |
| 2014 | Exodus: Istenek és királyok      | Exodus: Gods and Kings          | Józsua             | Szabó Máté        | Ridley Scott            |
| 2015 | Az élet ára                      | Eye in the Sky                  | Steve Watts        | Zámbori Soma      | Gavin Hood              |
| 2015 | Apák és lányaik                  | Fathers and Daughters           | Cameron            | Zámbori Soma      | Gabriele Muccino        |
| 2016 | Tripla kilences                  | Triple 9                        | Gabriel Welch      | Karácsonyi Zoltán | John Hillcoat           |
| 2016 | Központi hírszerzés              | Central Intelligence            | Phil Stanton       | Szabó Máté        | Rawson Marshall Thurber |
| 2016 | Final Fantasy XV. – Ősök gyűrűje | Kingsglaive: Final Fantasy XV   | Nyx Ulric (hangja) | Szabó Máté        | Takeshi Nozue           |
| 2016 | Louis Drax kilencedik élete      | The 9th Life of Louis Drax      | Peter Drax         | Szabó Máté        | Alexandre Aja           |
| 2016 | Keress meg                       | Come and Find Me                | David Larraine     | Szabó Máté        | Zack Whedon             |
| 2018 | Amerikai nő                      | American Woman                  | Chris              | Zámbori Soma      | Jake Scott              |
| 2018 | Az otthon melege                 | Welcome Home                    | Bryan Palmer       | Zámbori Soma      | George Ratliff          |
| 2019 |                                  | The Parts You Lose              | szökött bűnöző     |                   | Christopher Cantwell    |
| 2019 | El Camino: Totál szívás – A film | El Camino: A Breaking Bad Movie | Jesse Pinkman      | Szabó Máté        | Vince Gilligan          |
| 2020 |                                  | Adam                            | Adam Niskar        |                   | Michael Uppendahl       |
| 2022 | Pár-baj                          | Dual                            | Trent              | Szabó Máté        | Riley Stearns           |

Egyéb filmek
- 2005: Candy Paint (rövidfilm) – Brad Miller
- 2010: Weird: the Al Yankovic Story (rövidfilm)	– “Weird Al” Yankovic
- 2011: Quirky Girl (rövidfilm) – Joseph
- 2015: Unity (dokumentumfilm) – narrátor

### Televízió
| Év        | Magyar cím                       | Eredeti cím                       | Szerep                            | Megjegyzések                                                                 |
| --------- | -------------------------------- | --------------------------------- | --------------------------------- | ---------------------------------------------------------------------------- |
| 1999      | Beverly Hills 90210              | Beverly Hills, 90210              | Chad                              | 1 epizód                                                                     |
| 1999      | Melrose Place                    | Melrose Place                     | főiskolás srác                    | 1 epizód                                                                     |
| 1999      | Szeleburdi Susan                 | Suddenly Susan                    | Zipper                            | 1 epizód                                                                     |
| 1999      | Űrbalekok                        | 3rd Rock from the Sun             | diák                              | 1 epizód                                                                     |
| 2000      |                                  | The Price Is Right                | önmaga (versenyző)                | vetélkedő                                                                    |
| 2000      | Légy valódi                      | Get Real                          | Derek                             | 1 epizód                                                                     |
| 2001      | Kutya legyek…                    | 100 Deeds for Eddie McDowd        | Ethan                             | 1 epizód                                                                     |
| 2001      | Az ügyosztály                    | The Division                      | Tyler Petersen                    | 1 epizód                                                                     |
| 2001      |                                  | Nikki                             | Scott                             | 1 epizód                                                                     |
| 2001      | Őrangyal                         | The Guardian                      | Ethan Ritter                      | 1 epizód                                                                     |
| 2001      | X-akták                          | The X-Files                       | David "Winky" Winkle              | 1 epizód (Legyek Ura)                                                        |
| 2001–2002 | Amynek ítélve                    | Judging Amy                       | "X-Ray" Conklin                   | 2 epizód                                                                     |
| 2002      | New York rendőrei                | NYPD Blue                         | Marcus Denton                     | 1 epizód                                                                     |
| 2002      | CSI: A helyszínelők              | CSI: Crime Scene Investigation    | Peter Hutchins, Jr.               | 1 epizód                                                                     |
| 2002      |                                  | Birds of Prey                     | Jerry                             | 1 epizód                                                                     |
| 2002      | Elveszettek                      | Wasted                            | Owen Turner                       | tévéfilm                                                                     |
| 2003      | Vészhelyzet                      | ER                                | Doug                              | 1 epizód                                                                     |
| 2003      |                                  | Kingpin                           | Stoner                            | 1 epizód                                                                     |
| 2003      | CSI: Miami helyszínelők          | CSI: Miami                        | Ben Gordon                        | 1 epizód                                                                     |
| 2003      | Vezérlő fény                     | Guiding Light                     | Adrian Pascal                     | 1 epizód                                                                     |
| 2003      | Végveszélyben                    | Threat Matrix                     | Shane                             | 1 epizód                                                                     |
| 2004      | Tűzvonalban                      | Line of Fire                      | Drew Parkman                      | 1 epizód                                                                     |
| 2005      | Veronica Mars                    | Veronica Mars                     | Eddie Laroche                     | 1 epizód                                                                     |
| 2005      | Isteni sugallat                  | Joan of Arcadia                   | Denunzio                          | 1 epizód                                                                     |
| 2005      |                                  | Point Pleasant                    | Mark Owens                        | 3 epizód                                                                     |
| 2005      | Gyilkos elmék                    | Criminal Minds                    | Michael Zizzo                     | 1 epizód                                                                     |
| 2005      | Sleeper Cell – Terroristacsoport | Sleeper Cell                      | tizenéves                         | 1 epizód                                                                     |
| 2006      | Dr. Csont                        | Bones                             | Stew Ellis                        | 1 epizód                                                                     |
| 2006      | Szellemekkel suttogó             | Ghost Whisperer                   | Link                              | 1 epizód                                                                     |
| 2007–2011 | Hármastársak                     | Big Love                          | Scott Quittman                    | 14 epizód                                                                    |
| 2008–2013 | Breaking Bad – Totál szívás      | Breaking Bad                      | Jesse Pinkman                     | - főszereplő (62 epizód) - magyar hangja: - Szabó Máté                       |
| 2012      | Robotcsirke                      | Robot Chicken                     | Glenn (hangja)                    | 1 epizód                                                                     |
| 2012–2013 |                                  | Tron: Uprising                    | Cyrus (hangja)                    | 3 epizód                                                                     |
| 2013      | A Simpson család                 | The Simpsons                      | Jesse Pinkman                     | 1 epizód (Mi kell a rajzolt nőnek)                                           |
| 2013      | Saturday Night Live              | Saturday Night Live               | Jesse Pinkman / Meth Nephew       | 1 epizód (Tina Fey / Arcade Fire)                                            |
| 2014–2020 | BoJack Horseman                  | BoJack Horseman                   | Todd Chavez (hangja)              | - főszereplő és vezető producer (72 epizód) - magyar hangja: - Nagypál Gábor |
| 2016–2018 |                                  | The Path                          | Eddie Lane                        | - főszereplő (36 epizód) - producer (29 epizód)                              |
| 2017      | Fekete tükör                     | Black Mirror                      | Gamer691 (hangja)                 | 1 epizód (USS Callister)                                                     |
| 2019–2020 | A teljes igazság                 | Truth Be Told                     | Warren Cave                       | 8 epizód                                                                     |
| 2020      | Westworld                        | Westworld                         | Caleb Nichols                     | 6 epizód                                                                     |
| 2022      | Better Call Saul                 | Better Call Saul                  | Jesse Pinkman                     | 2 epizód                                                                     |
| 2023      | Felhőtlen Philadelphia           | It's Always Sunny in Philadelphia | önmaga                            | 1 epizód                                                                     |
| 2025–     | Legyőzhetetlen                   | Invincible                        | Scott Duvall / Powerplex (hangja) |                                                                              |